# Chiesa di San Vittore (Ascoli Piceno)
La chiesa di San Vittore sorge nella zona centrale della città di Ascoli Piceno, proprio nelle immediate vicinanze di Forte Malatesta. Il suo fianco destro era costeggiato dal percorso cittadino della strada consolare Salaria che raggiungeva il Ponte di Cecco.
Costruita seguendo i canoni dell'architettura delle chiese romaniche della città fu adottata come modello di riferimento per la realizzazione di altri edifici religiosi, eretti fino al XIII secolo, e venne definita anche “costantiniana basilica”.

## Storia
Le prime notizie di questa costruzione si trovano in un documento dell'anno 966, quando il Vescovo Adamo aggiunge anche questa chiesa nel capitolo metropolitano di Ascoli, insieme alle chiese di San Venanzio, Santa Maria Intervineas e San Pietro di Adamo. Quest'ultima chiesa non esiste più, ma fu eretta per volere del vescovo omonimo nel X secolo.
È stata qualificata come “Pieve di San Vittore” sin dai tempi dell'Alto Medioevo. Questa dicitura precisa compare in un diploma di Ottone III ora giacente presso l'Archivio Capitolare ascolano.
Il titolo di “pieve” indica che fu luogo di amministrazione del Sacramento del Battesimo per la circoscrizione urbana cui era attribuita la parrocchia, divenendo così un punto di riferimento territoriale.
L'attuale aspetto architettonico fu conferito dal restauro iniziato a metà del XIII secolo, periodo in cui ferveva nella città un forte impulso di ricostruzione, resosi necessario dopo che le truppe di Federico II, nel 1242, avevano causato grossi danni al patrimonio urbano.
Questo processo di rinnovamento fu definito da Papa Clemente IV, nel 1266, Esculum Novum cioè la Nuova Ascoli. Ulteriori interventi conservativi tra il 1924 e il 1932 hanno ridonato lo splendore del 1695 alla parte interna della chiesa.

## Architettura
La chiesa di San Vittore, dall'estetica semplice ed essenziale, completamente realizzata in conci squadrati di travertino, si distingue per il suo campanile, piuttosto basso e posizionato sulla sinistra.
Nel 1502 un fulmine, in una giornata di cielo sereno, colpì inspiegabilmente la chiesa procurando alla sua struttura diverse fenditure e mozzando il campanile. Alla base della torre campanaria si apre una piccola cappella. In questo luogo, con molta probabilità, era ospitato il Fonte Battesimale.
Un rosone a raggi di colonnette, rifatto nel 1924, decora l'austera facciata che ospita anche l'elegante portale ad arco falcato e la porta, interamente in legno, divisa in riquadri.

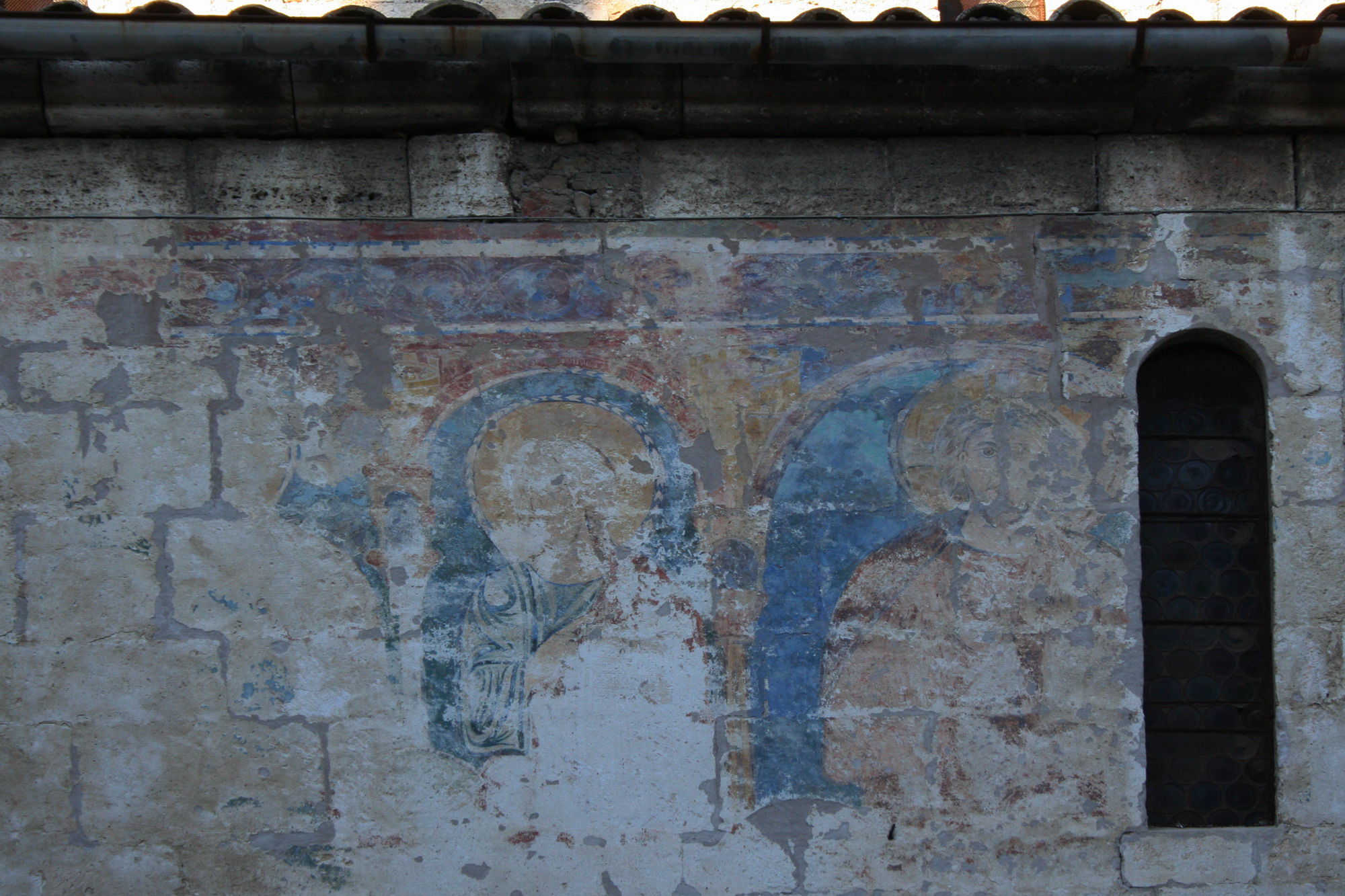
Chiesa di San Vittore, affresco esterno della parete destra

La parete del fianco destro della chiesa mostra una debole traccia di antichi affreschi detti alla greca maniera. Presumibile periodo di realizzazione tra gli anni 1250 – 1270, nelle immagini racchiuse all'interno di un susseguirsi di archi, si distingue il Cristo in compagnia di altri Santi tra cui, ancora leggibile, San Giovanni Evangelista.

## Interno
La struttura interna si suddivide in tre ampie navate longitudinali prive di volte, quella di traverso e la tribuna di fondo, il soffitto è a capriate. La zona del transetto si sopraeleva di tre gradini e si sviluppa in un'abside pentagonale centrale non molto profonda.
Arricchiscono l'austera essenzialità dell'aula pregevoli affreschi, alcuni dei quali, rimossi, attualmente sono conservati presso la cappella del Palazzo Vescovile ed il Museo Diocesano.
La particolarità di questi dipinti è quella di essere stati realizzati su commissione di fedeli benestanti, i quali si affidavano alla benevolenza e alle grazie dei Santi, che facevano rappresentare, per salvare la loro anima e quella dei loro cari.
Le pitture sono state organizzate in fasce che si compongono con registri sovrapposti in modo ordinato e preciso. Sebbene si sia ottenuto un suggestivo, vivace, policromo effetto pittorico ci sono icone che si ripetono in modo casuale, tra le più rappresentate la Madonna in trono con Bambino. Questo perché era il commissionante a scegliere il tema dell'affresco desiderato.
Di difficile attribuzione tutta la produzione dei dipinti, si distingue, con buona approssimazione, la figura di San Vittore Papa forse di Giacomo da Campli.

### La Cripta di Sant'Eustachio
Al di sotto della sacrestia, ingentilita da monofore di gusto gotico, si trova la Cripta di Sant'Eustachio. Questo spazio, poligonale irregolare, non ha accesso dall'interno della chiesa, bensì da una porta esterna. La cripta, utilizzata come ossario, è rimasta chiusa per lunghi secoli e fu riaperta solo nel 1929. Al suo interno un ciclo di interessanti affreschi, del XV secolo, ricorda la leggenda del santo cui è dedicata.

## Affreschi interni della chiesa

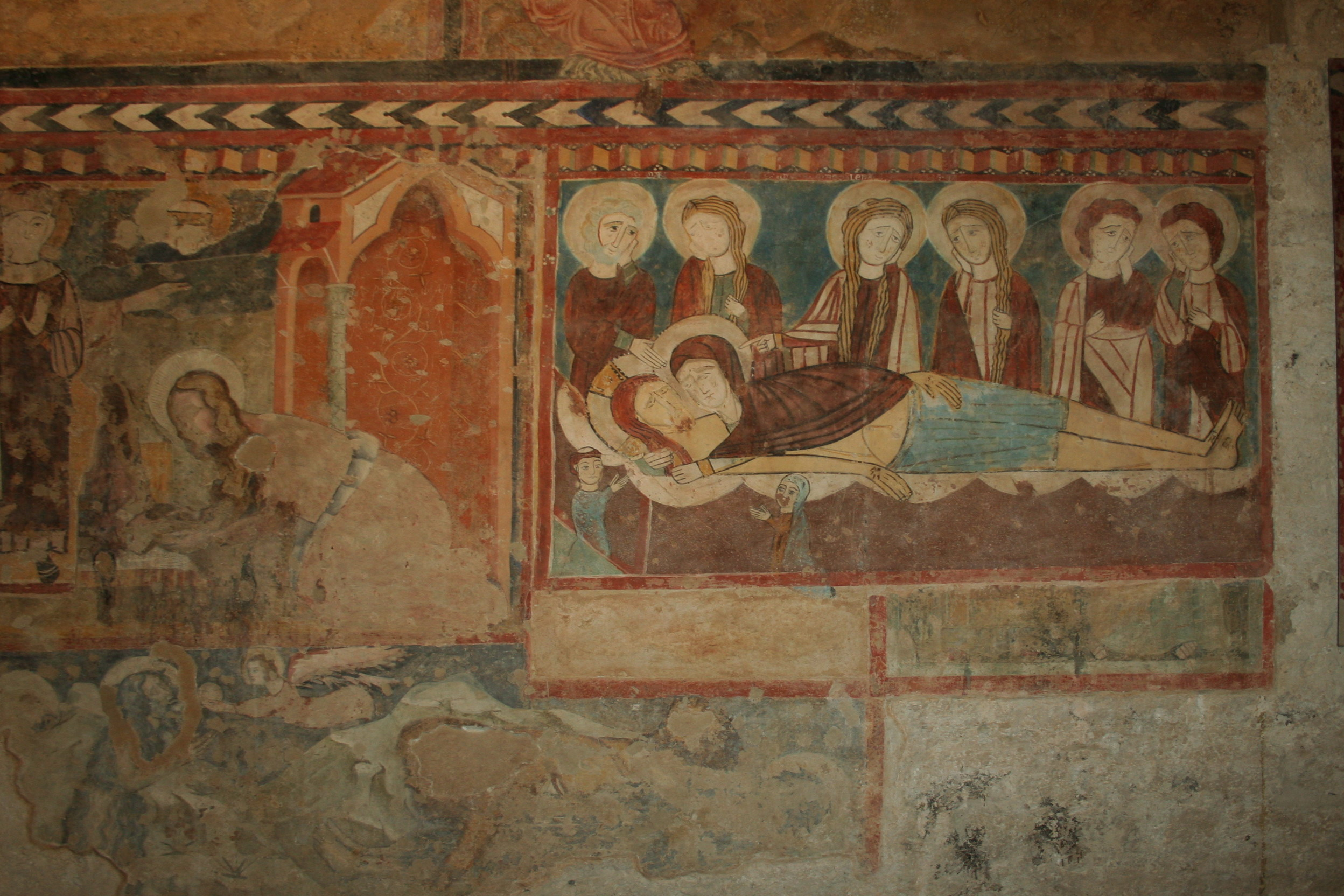
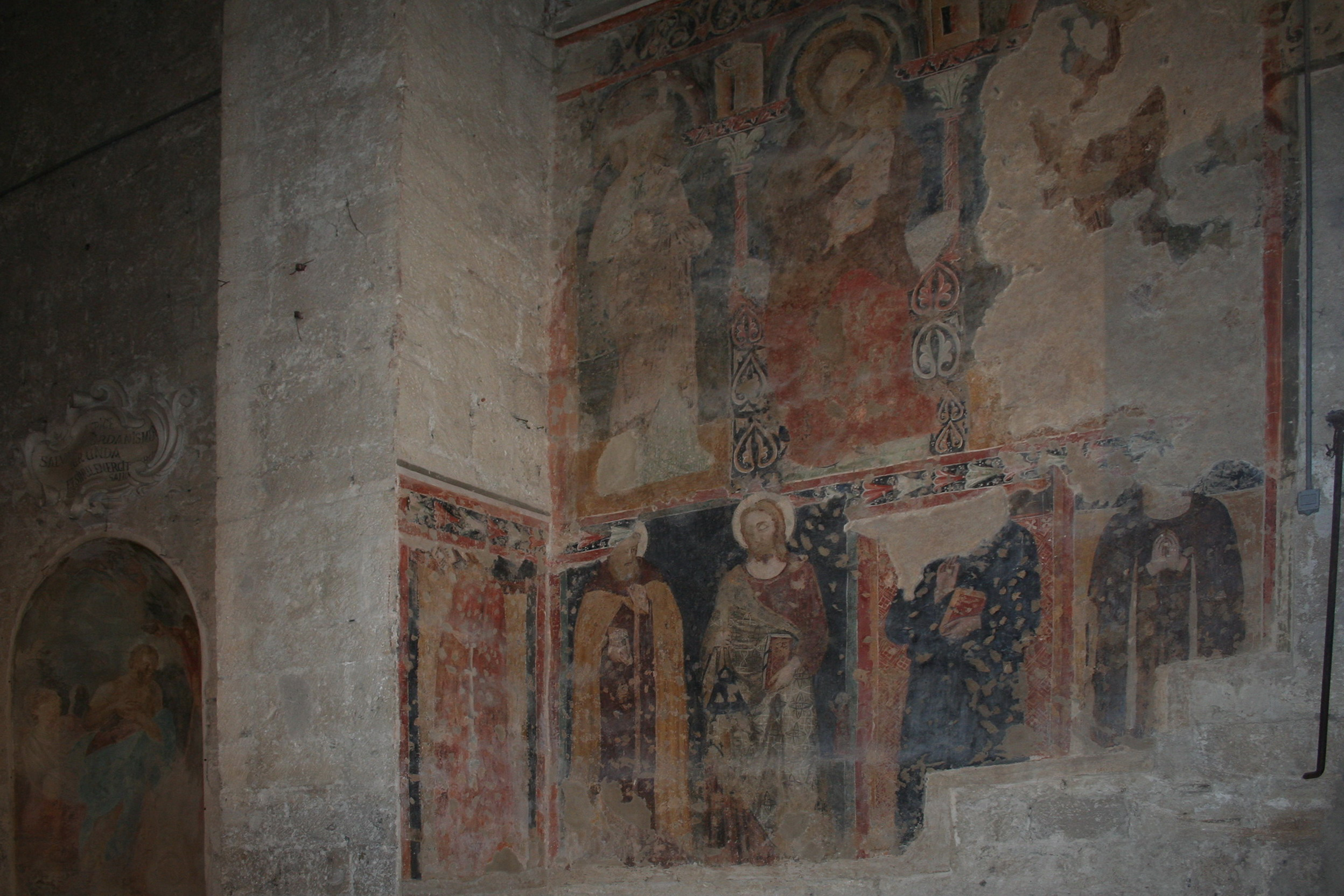
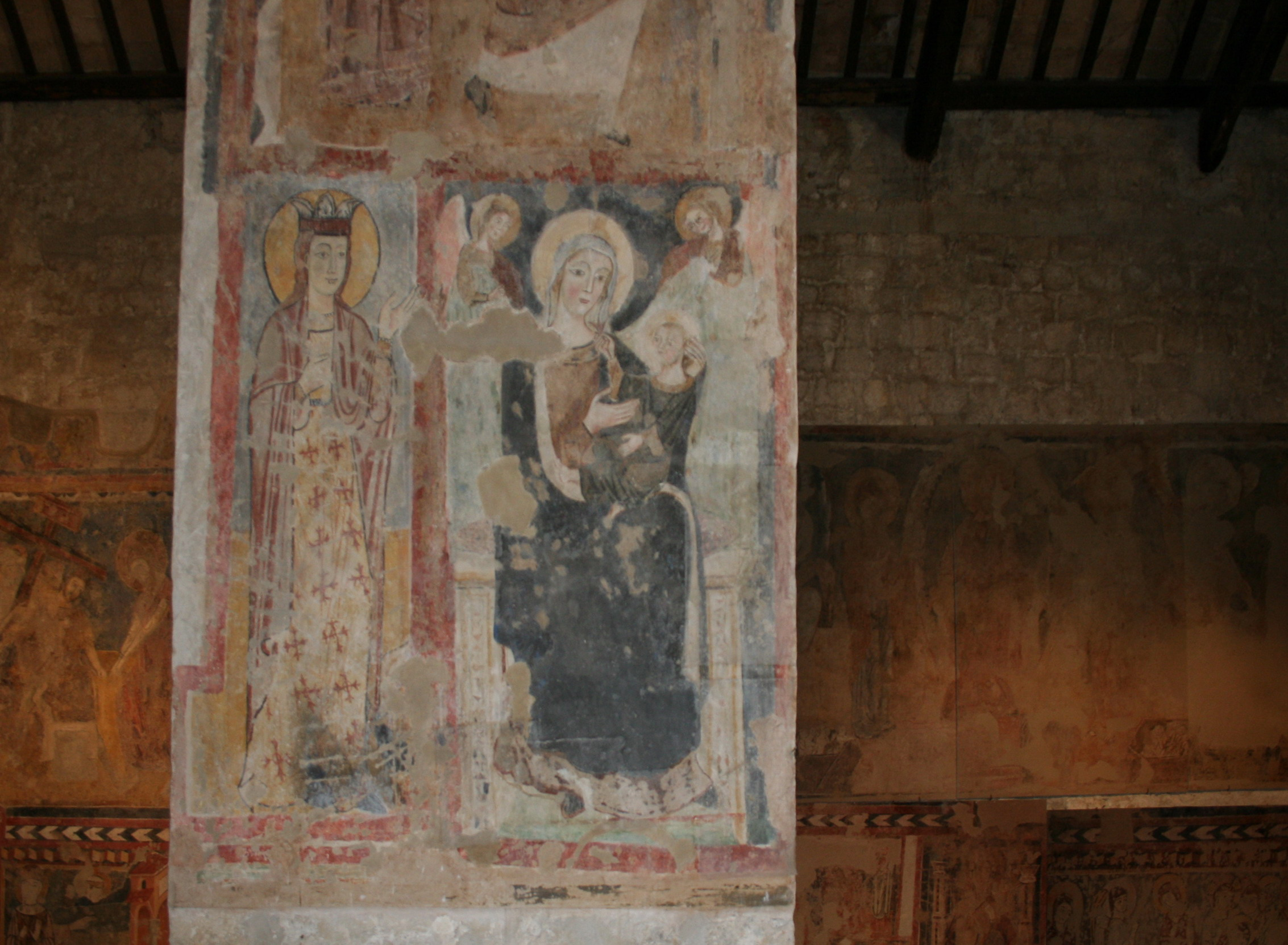

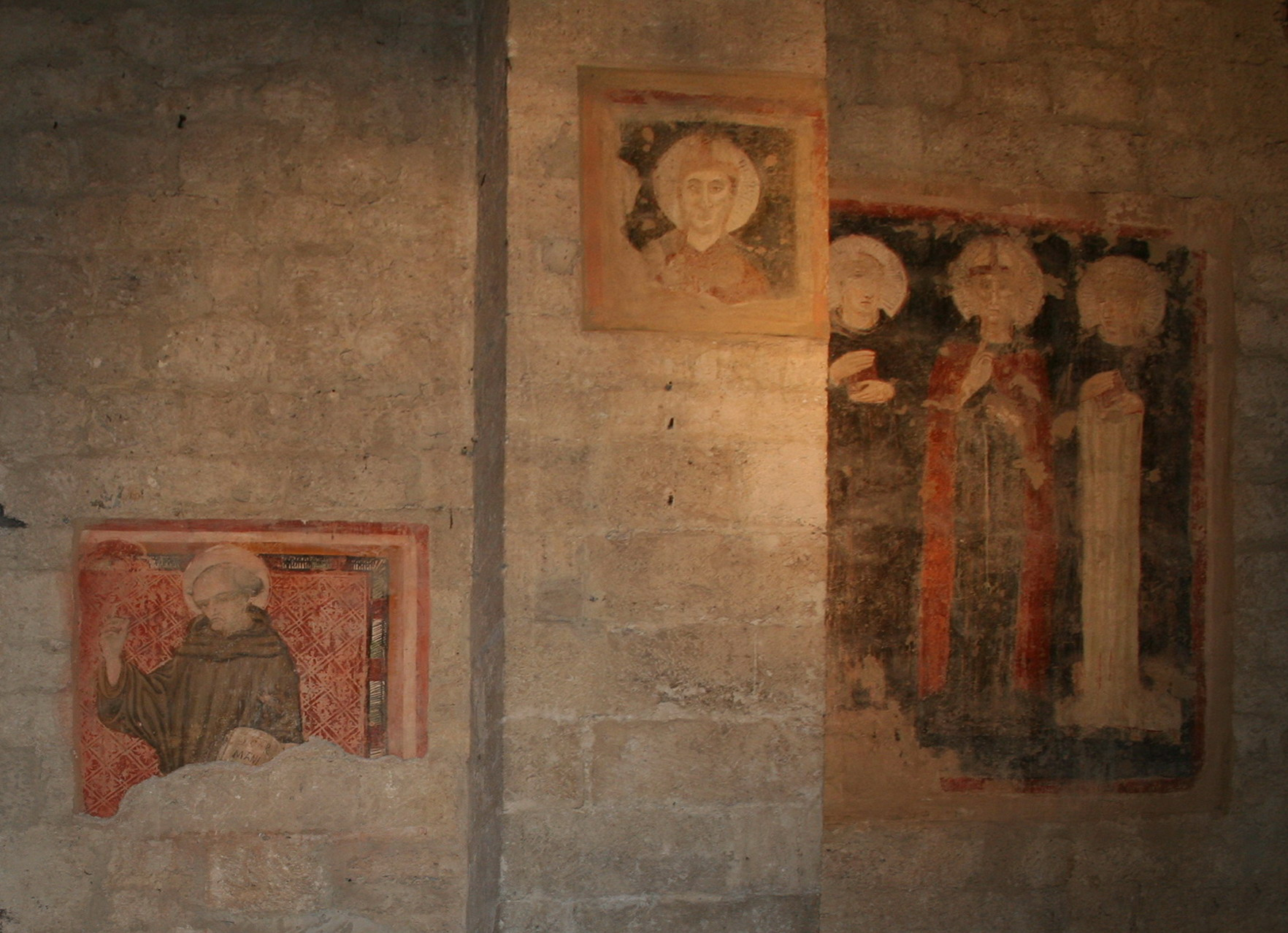
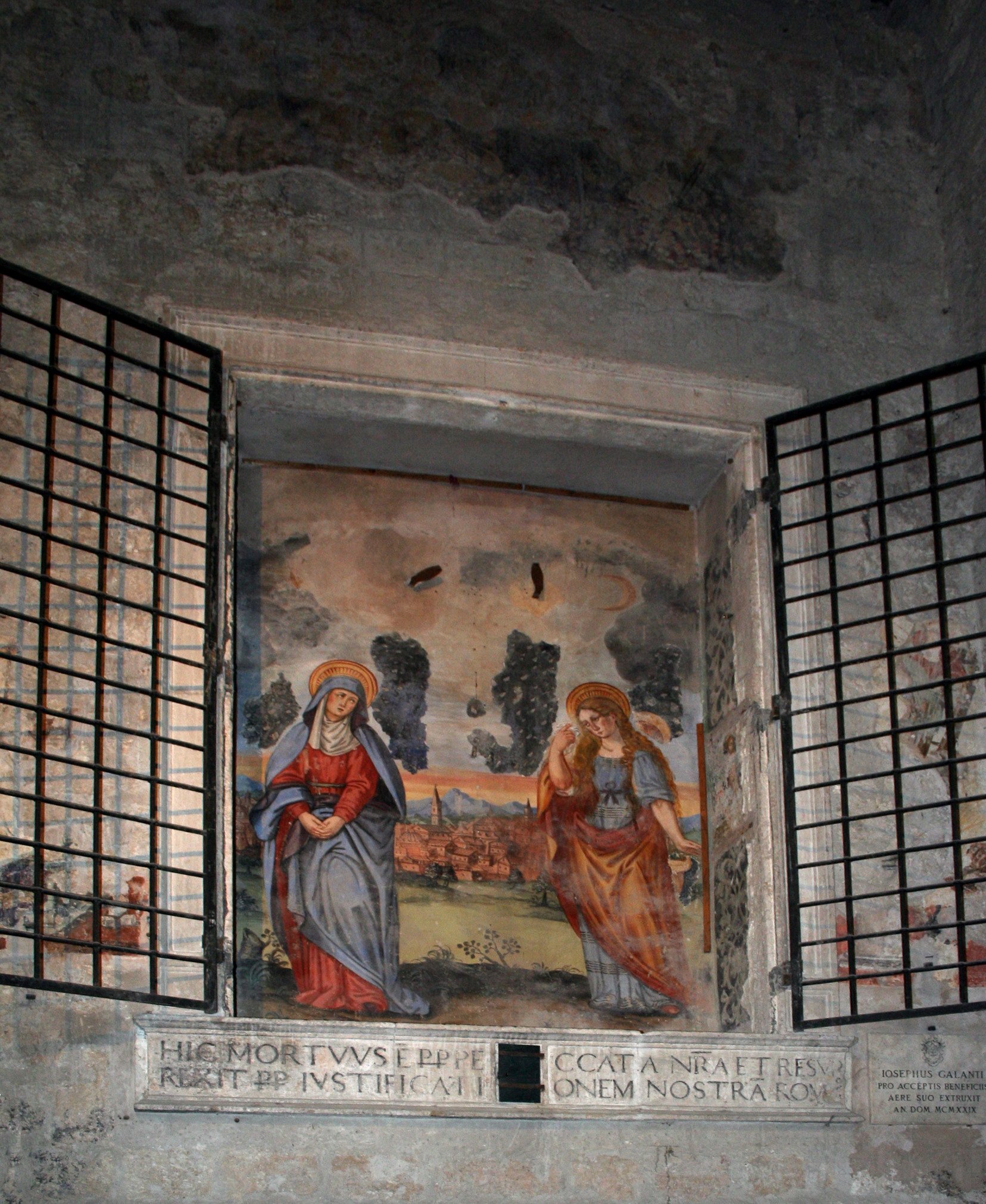